# Ametista
|  | Per a altres significats, vegeu «ametista (color)». |

L'ametista és una varietat violeta o porpra de quars, utilitzada sovint com a pedra preciosa. Se suposa que el seu nom deriva del grec a ('no') i methuskin ('intoxicar'), que expressa la creença que la pedra protegia el seu portador de l'embriaguesa. També es pensava que el vi begut d'una copa feta amb aquest mineral no emborratxava. Tanmateix, la paraula podria ser una corrupció d'un nom oriental per designar la pedra.

## Estructura

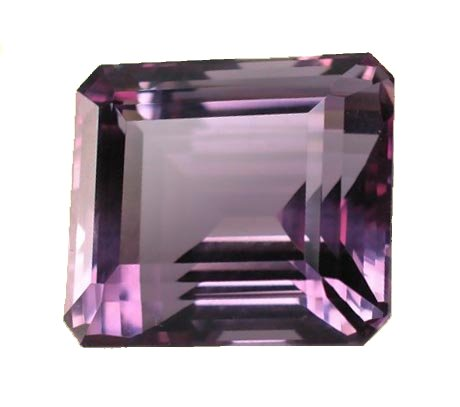
Ametista tallada

L'ametista està formada per una superposició irregular de lamel·les alternades de dues formes diferents de quars. Es pensa que això pot ser a causa de l'estrès mecànic. A conseqüència d'aquesta estructura l'ametista es pot trencar amb una fractura ondulada. Alguns mineralogistes, com Sir David Brewster, basen la definició d'ametista en aquest tipus de fractura, independentment del color.

## Propietats
Quan se sotmet a altes temperatures, l'ametista sol tornar-se groga, i bona part de la citrina, del quars fumat i del quars groc emprats en joieria solen ser "ametista cremada". Les vetes d'ametista que es troben en afloraments exposats perden el color.
Al segle xx, el color de l'ametista s'atribuí a la presència de manganès. Encara que, ja que aquest tret és capaç d'alterar-se molt o desaparèixer mitjançant la calor, alguns pensaren que era a causa d'un colorant orgànic; es va suggerir el tiocianat fèrric i el sofre. Actualment, se sap que el color és causat per àtoms d'impureses.
Degut a la seva popularitat com a pedra preciosa, un abundant nombre de termes ha aparegut per descriure'n els diferents colors que pot prendre. "Rosa de França" sol ser un rosa o violeta pàl·lid lavanda (sol ser el menys apreciat). El color més valorat és un lila intens amb lluentors roges, anomenat "Siberià", tot i que a part de Sibèria també es troba a Uruguai i Zàmbia. Recentment, algunes pedres, normalment bolivianes, amb bandes alternes d'ametista porpra i citrina taronja s'han batejat com ametrina.
Tradicionalment englobats entre les gemmes cardinals (igual que el diamant, el safir, el robí i la maragda), l'ametista ha perdut gran part del seu valor després de descobrir-se'n grans dipòsits en llocs com Brasil. Fins i tot els exemplars de més qualitat se solen vendre inacabats o en forma de còdols usualment. El corindó porpra, també dit safir de tint ametista, s'anomena ametista oriental, però aquesta expressió se sol usar entre joiers per referir-se a exemplars de qualitat d'ametista normal. La major part de les associacions gemmològiques professionals, com l'Institut Gemmològic d'Amèrica (GIA) o la Societat Americana de Gemmologia (AGS), desaconsellen l'ús d'aquest terme en tot cas.

## Història i jaciments
L'ametista fou usada com a pedra preciosa pels antics egipcis i molt utilitzada en intaglios. Collarets fets de bocins d'aquesta pedra han estat trobats en tombes anglosaxones d'Anglaterra. És un mineral distribuït extensament, però els exemplars de qualitat i nets que es poden tallar en forma de pedres ornamentals estan en uns pocs llocs. Aquests poden donar-se tant en cavitats de venes minerals i en roques granítiques, o en geodes d'àgata. Una geoda enorme, o "gruta d'ametista", trobat prop de Santa Cruz al sud del Brasil fou exposat a l'Exhibició de Düsseldorf de 1902. Moltes de les àgates buides del Brasil i Uruguai tenen cristalls d'ametista dins. En canvi, les ametistes de Rússia són molt més pures, especialment les provinents de prop de Mursinka, al districte de Iekaterinburg, on recobreixen les parets de roques granítiques buides. Altres fonts d'aquesta pedra són l'Índia, Estats Units (encara que solen tenir poca qualitat) i Sri Lanka, en aquest últim país, en forma de còdols arrodonits.
La geoda d'ametista més gran del món s'anomena La Emperadriu de l'Uruguai, i va ser descoberta a l'Uruguai l'any 2007. Es va trigar 3 mesos a extreure-la del basalt. Fa 3,27 metres d'alçada i pesa 2,5 tones.